# Черен щъркел
Черният щъркел (Ciconia nigra) е голяма мигрираща блатна птица от семейство Щъркелови.

## Общи сведения
- Дължина на тялото: 95 – 100 сантиметра
- Размах на криле: 185 – 205 сантиметра
- Тегло: около 3 килограма

Възрастните са големи блатни птици с черни горни части (глава, шия, гърди, гръб и криле), по които има златисто пурпурни и зеленикави отблясъци. Останалата част от перушината е чисто бяла. Човката и краката са червени. Когато лети, частта под крилете е черна с бял триъгълник в основата на крилото. Шията е изпъната при полет. Малко по-малък е от белия щъркел.
При малките горните части са кафяво-черникави. Човката и краката са отначало жълти (когато са в гнездо), но после стават бежово-розови, когато се научат да летят (след около 3 месеца). Когато е на една година, черният щъркел прилича на възрастна птица, но перушината му е по-безцветна.
Ако един бял щъркел бъде погледнат срещу Слънцето, той може да бъде объркан с черен щъркел. При същите обстоятелства черният щъркел може да бъде приет за жерав, който обаче е по-шумна и общителна птица.

## Разпространение
Първите сведения за разпространението на черния щъркел на територията на България са от началото на 1960-те години За разлика от белия щъркел, който живее в провинцията и степите, черният щъркел обитава горите. Живеят в тихи вековни гори, като строят гнездото си на някое голямо дърво. Ловните им територии се състоят от потоци, рекички, блата, както и ливади с ниска растителност.

## Численост
Европейската популация се състои от 6000 двойки, руската от 1000 – 10 000, а турската – 500 – 2000. Според Wetland International, 2002, броят на индивидите в световен мащаб е около 32 000 – 44 000.

## Начин на живот и хранене
Менюто е съставено основно от риби, бозайници, влечуги, мекотели, насекоми и др. Ловуват като нагазват в плитка вода и хващат своята плячка с дългия си клюн.

## Размножаване
Размножават се през пролетта в по-топлите страни в Европа и най-вече в централните и източни европейски райони, както и в Русия и Китай. Отлитат през септември и зимуват в тропическата част на Африка, в Индия и Южен Китай. Връщат се в края на март и началото на април. Иберийската популация обаче е непрелетна.
Черните щъркели са моногамни птици, които изглежда остават верни една на друга. Винаги един от родителите стои в гнездото или около него, поне докато малките не станат на 2 седмици. Двойката брани гнездото и територията близо до него. Ловните територии се простират на радиус 5 – 10 км от гнездото. Размножителният период започва през май.
Гнездото им е голямо, като може да достигне диаметър 1,5 м и ширина 1 м. Възрастните го строят върху голям и здрав клон на голямо дърво (дъб или бук), като гнездото се намира на 12 – 25 м от земята. Друго възможно разположение на гнездото е някоя скала. Гнездото се строи от двамата родители, като понякога те използват изоставено гнездо на някоя граблива птица. Ако мястото е тихо и спокойно, двойката може да използва едно и също гнездо години наред.
Женската може да снесе от 2 до 6 яйца, но обикновено те са 3 – 5. Тя ги снася през интервал от 2 дена. Отглежда едно люпило на година. Мътенето продължава 35 – 38 дни и с него се заемат и двамата родители, като яйцата биват мътени в хронологичен ред на тяхното снасяне.
Малките остават в гнездото 63 – 71 дни. След този период родителите продължават да се грижат за малките около 1 – 2 седмици, когато малките са още край гнездото. Те достигат полова зрялост на 3-годишна възраст.

## Допълнителни сведения

### Опазване
Черният щъркел е вид, за чието опазване би следвало да се проведат следните мерки:
- контрол върху безпокойството, т.е. трябва да се запази спокойствието в района около гнездото (март-юли);
- неизползване на дърветата, на които са построени гнездата, или отлагане на отсичането им;
- привличане на общественото внимание, най-вече на горския и рибния сектор, върху важността и екологичното значение видовете да се завърнат;
- опазване на отделните елементи от естествената среда на вида

- Черен щъркел
- Черен щъркел
- Млад черен щъркел
- Млад черен щъркел
- Млад черен щъркел